# کارتیمندوا
کارتیمندوا (انگلیسی: Cartimandua) (سلطنت از ۴۳ تا ۶۹ پس از میلاد) ملکه بریگانتی‌ها از مردمان سلتی بود که آن زمان در انگلستان شمالی زندگی می‌کردند. او در زمان فتح بریتانیا از سوی امپراتوری روم به قدرت رسید و ائتلافی از قبایل وفادار به روم را به وجود آورد. نام کارتیمندوا تنها در آثار تاسیتوس آمده که براساس آن او در دوران ابتدایی حضور رومی‌ها نقش بسیار مهمی در بریتانیای روم داشت.

## زندگی‌نامه
اگرچه تاسیتوس نخستین بار در سال ۵۱ میلادی به نام کارتیمندوا اشاره می‌کند اما به احتمال زیاد او در سال ۴۳ میلادی که کلودیوس فرمان فتح بریتانیا از سوی امپراتوری روم را صادر کرد هم پادشاه بریگانتی‌ها بود. او احتمالاً یکی از ۱۳ پادشاهی است که در طاق نصرت کلودیوس گفته شده بدون جنگ تسلیم شدند. اگر این فرض را قبول نکنیم باید گفت کارتیمندوا احتمالاً در سال ۴۸ میلادی و پس از شکست شورش بریگانتی‌ها توسط پبلیوس اوستریوس اسکاپولا به قدرت رسیده‌است.
تاسیتوس از «تولد پرشکوه» کارتیمندوا صحبت می‌کند که براین اساس احتمالاً او پادشاهی را به ارث برده زیرا نشانی هم از قدرت گرفتن بر اثر ازدواج نیست. تاسیتوس کارتیمندوا و شوهرش ونوتیوس را از وفاداران به روم می‌خواند که «بازوان روم از ایشان محافظت می‌کند». در سال ۵۱ میلادی رهبر مقاومت بریتانیایی‌ها به نام کاراتاکوس پس از شکست توسط اوستریوس اسکاپولا در ولز در جستجوی پناهگاه به نزد کارتیمندوا رفت اما کارتیمندوا او را در غل و زنجیر تسلیم رومیان نمود.
تسلیم کاراتاکوس که بزرگترین نماد پیروزی کلودیوس برای نمایش در تریومف بود بی پاسخ نماند و کلودیوس هم ثروت عظیمی را به کارتیمندوا هدیه داد. او مدتی بعد از ونوتیوس جدا شد و با اسلحه‌دار خود ولوکاتوس ازدواج کرد. در سال ۵۱ میلادی ونوتیوس علی‌رغم اینکه برادر و دیگر نزدیکانش گروگان کارتیمندوا بودند بر علیه او و رومیان شورش کرد. ونوتیوس با غیر بریگانتی‌ها وارد اتحاد شده بود و در دوران فرمانداری آئولیوس دیدیوس گالوس (۵۲ تا ۵۷ میلادی) سرزمین‌های کارتیمندوا را مورد حمله قرار داد. رومی‌ها هم چند واحد کوهورس برای یاری ملکه فرستادند اما جنگ بدون پیروزی هیچ‌یک از طرفین ادامه داشت تا آنکه گائسیوس ناسیکا با لژیون نهم اسپانیا وارد نبرد شد و ونوتیوس را شکست داد. حالا کارتیمندوا به مدد یاری سپاهیان روم تاج و تخت خود را پس گرفت.
از کارتیمندوا تا سال ۶۹ میلادی خبری نیست اما در آن ونوتیوس با استفاده از ناآرامی‌های سال چهار امپراتور شورش دیگری را آغاز نمود. کارتیمندوا بار دیگر از روم تقاضای کمک کرد اما رومی‌ها تنها آکسیلیا را برای یاری فرستادند. مدتی بعد کارتیمندوا فرار کرد و ونوتیوس پادشاهی را به دست گرفت و به جنگ با رومیان ادامه داد. پس از این تاریخ از کارتیمندوا اطلاعی در دست نیست.

## کارتیمندوا از زبان تاسیتوس
تاسیتوس در آثار خود علی‌رغم اشاره به وفاداری کارتیمندوا به روم نگاهی منفی به او دارد و از خوانندگان خویش می‌خواهد تا درباره رفتار خائنانه او در اسارت کاراکاتوس که به نزد او پناه آورده بود،  هوسرانی‌های او،   بی مناسبتی جنسی او در جدایی از شوهرش برای ازدواج با یک سرباز عادی و در عین حال حیله‌گری او در گروگان گرفتن بستگان شوهر سابقش   قضاوت کنند. 
تاسیتوس به کرات کارتیمندوا را با عنوان ملکه (regina)  نام می‌برد که در دوران ابتدایی حضور رومی‌ها در بریتانیا برای هیچ زن دیگری به کار برده نشده است و زن دیگری که در آن زمان رهبری مردمی را بر عهده داشت و بودیکا نامیده میشد هم لقب ملکه را ندارد. 
افسانه‌های محلی ولز هم شخصیت‌هایی دارند که بعضی آن را نشانه از کارتیمندوا می‌دانند. 